# جویبار ایو
جویبار ایو (انگلیسی: Eve's Bayou) فیلمی در ژانر درام به کارگردانی کیسی لمونز است که در سال ۱۹۹۷ منتشر شد. ساموئل ال. جکسون در این فیلم در نقش دکتر لوئی باتیست به ایفای نقش پرداخته‌است.

## خلاصه داستان
اِیو باتیست (جرنی اسمالت)، دختر ده سالهٔ لوئی (ساموئل ال. جکسون)، پزشک موفق و محبوب در جامعهٔ آفریقائی-آمریکایی لوئیزیاناست. لوئی پدر خوبی است و زندگی خانواده‌اش را به‌خوبی تأمین می‌کند. با اینکه او با رز زیبا ازدواج کرده‌است اما نقطه ضعفی در برابر بیماران جذاب دارد. شبی در مهمانی خانوادهٔ باتیست، ایو، خواهر بزرگترش، سیزلی (مگان گود) و مادرشان، رز (لین ویتفیلد)، همگی متوجه می‌شوند که لوئی وقت زیادی را صرف خوش‌وبش با یکی از مهمان‌ها می‌کند. بعدتر لوئی ادعا می‌کند که مسئله‌ای غیرعادی اتفاق نیفتاده‌است. این ندانم‌کاری‌های پدر، تأثیر منفی بر روی اعضای خانواده می‌گذارد: سیزلی، دختر چهارده ساله‌شان که وارد دوران بلوغ شده، افسرده و سردرگم شده‌است: رز دق دل خود را سر کسانی که دوست دارد، خالی می‌کند؛ و ایو هرازگاه به سراغ الزورا (دایان کارول) که اهل جادو است، می‌رود و از او برای زندگی و احتمالاً انتقام‌گیری مشاوره می‌طلبد. در همین حال، موزل (دبی مورگان)، عمهٔ ایو که به‌تازگی همسر سومش را از دست داده و معتقد است توانائی غیب‌گوئی دارد، به خانهٔ آنان می‌آید تا مدتی با خانواده بماند. یک شب لوئی با «متی مرکس» متأهل و زیبا قرار می‌گذارد اما نمی‌داند که دختر کوچک او، ایو، آن‌ها را مشاهده می‌کند و…

## بازیگران
- جرنی اسمالت
- دبی مورگان
- لین ویتفیلد
- مگان گود
- ساموئل ال. جکسون
- داین کارول
- واندی کرتیس-هال